# غيدقة نحيلة العنق
غيدقة نحيلة العنق (الاسم العلمي: Hydrophis coggeri) (بالإنجليزية: Slender-necked Seasnake)‏ هي نوع من الزواحف تتبع جنس الغيدقة من فصيلة العرابيد.